# Courcelles (Métro Paris)
Der U-Bahnhof Courcelles [kuʁsɛl] ist eine unterirdische Station der Linie 2 der Pariser Métro.

## Lage
Die Station befindet sich an der Grenze des Quartier du Faubourg du Roule mit dem Quartier de l’Europe im 8. Arrondissement und dem Quartier de la Plaine-de-Monceaux des 17. Arrondissements von Paris. Sie liegt längs unter dem Boulevard de Courcelles in Höhe dessen Kreuzung mit der Rue de Courcelles.

## Name
Den Namen geben der Boulevard de Courcelles und die Rue de Courcelles. Courcelles war ein außerhalb der Stadt gelegenes Dorf, nahe dem Tor Nr. 25 „Barrière de Courcelles“ in der Mauer der Generalpächter.

## Geschichte und Beschreibung
Am 7. Oktober 1902 wurde die Station eröffnet, als die erste Verlängerung der Linie 2 (bis 1907: Linie 2 Nord) von Étoile (seit 1970: Charles de Gaulle – Étoile) bis Anvers in Betrieb ging.
Die weiß geflieste Station liegt längs unterhalb des Boulevard de Courcelles. Sie weist Seitenbahnsteige an zwei Streckengleisen und ein elliptisches Deckengewölbe auf, das in Belgischer Bauweise errichtet wurde. Ihre Wände folgen der Krümmung der Ellipse, sie ist 75 m lang. Die beiden schlicht gestalteten Ausgänge führen vom östlichen Bahnsteigende auf den Boulevard de Courcelles.

## Fahrzeuge

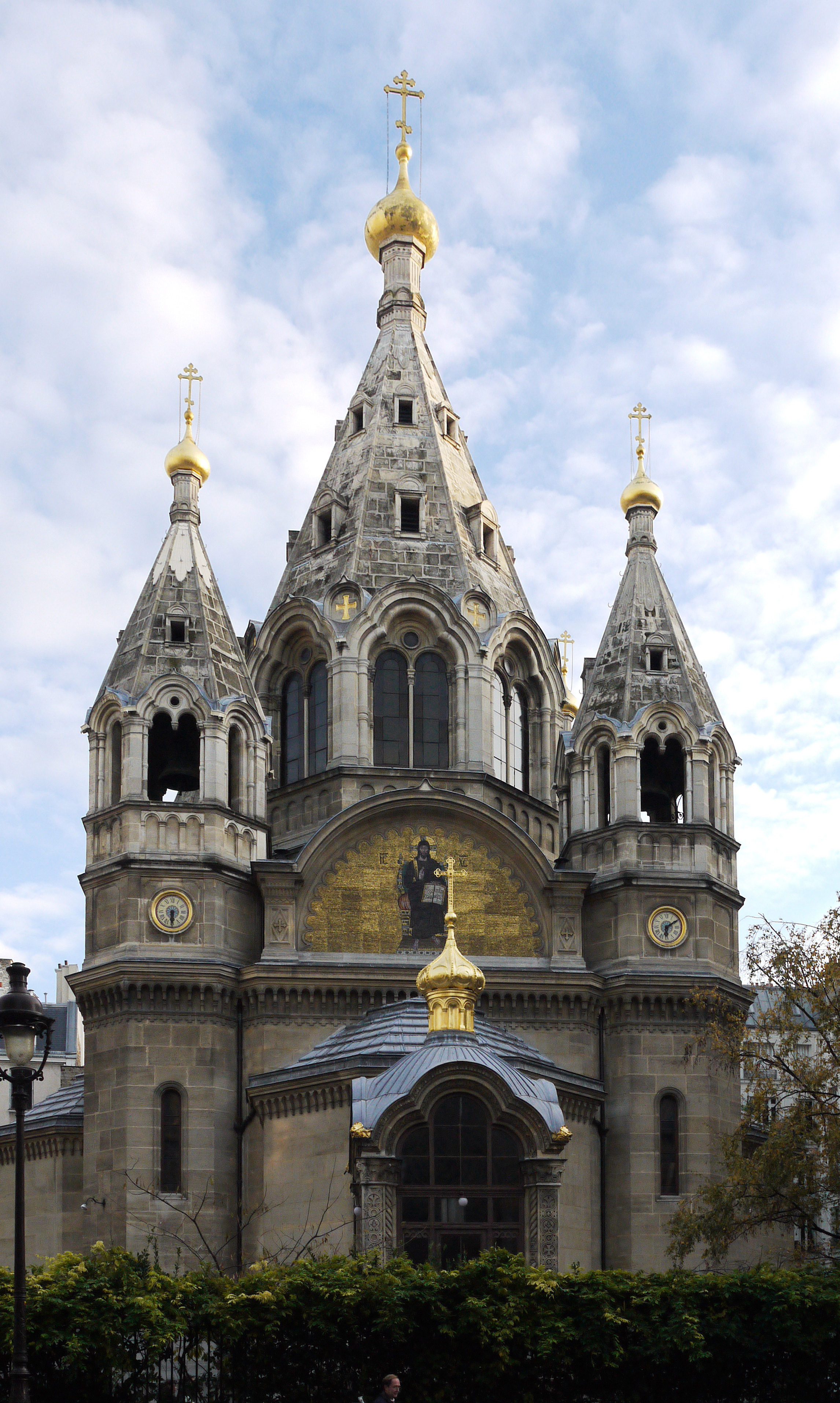
Cathédrale Saint-Alexandre-Nevsky

Zunächst hatten auf der Linie 2 Nord Züge verkehrt, die aus zweiachsigen Fahrzeugen mit Holzaufbauten gebildet wurden. Von 1914 bis 1981 wurde die Linie 2 von Zügen der Bauart Sprague-Thomson befahren. Da sie mittelfristig nicht auf gummibereifte Fahrzeuge umgestellt werden sollte, kam ab 1979 die Baureihe MF 67 auf die Strecke, die ihre Vorgänger innerhalb von zwei Jahren vollständig ablöste. Seit 2008 kommen Serienfahrzeuge der Baureihe MF 01 zum Einsatz, bis 2011 herrschte Mischverkehr mit den MF-67-Zügen.

## Umgebung
In der Rue Daru steht die im neobyzantinischen Stil erbaute Cathédrale Saint-Alexandre-Nevsky, Sitz des Erzbischofs des Exarchats der orthodoxen Gemeinden russischer Tradition in Westeuropa.